# Mazatec
Mazatec är en grupp av närbesläktade språk i södra Mexiko (delstaterna Oaxaca, Puebla och Veracruz) som hör till oto-mangueanska språk. Tillsammans talas språken av cirka 200 000 personer..
Enligt Glottolog består gruppen av åtta individuella språk:
- Mazatec A
  - San Jerónimo Tecóatl mazatec
  - Soyaltepec mazatec
- Mazatec B
  - Ayautla mazatec
  - Ixcatlán mazatec
  - Chiquihuitlán mazatec
  - Jalapa mazatec
- Mazatec C
  - Huautla mazatec
  - Mazatlán mazatec